# Knittelfeld (stad)
Knittelfeld is een stad in de Oostenrijkse deelstaat Stiermarken. Knittelfeld telt 12.601 inwoners (2022) en behoort tot het district Murtal.

## Geschiedenis
Knittelfeld was de hoofdplaats van het gelijknamige district tot dit op 1 januari fuseerde met het district Judenburg tot het huidige district Murtal. Op diezelfde dag werd de gemeente Apfelberg opgenomen in Knittelfeld.

## Geboren in Knittelfeld
- Franz Weissmann (1911-2005), Braziliaanse beeldhouwer
- Marcel Ritzmaier (1993), voetballer o.a. Go Ahead Eagles

Stadsgemeenten:
Judenburg · Knittelfeld · Spielberg · Zeltweg

Marktgemeenten:
Kobenz · Obdach · Pöls-Oberkurzheim · Pölstal · Seckau · Unzmarkt-Frauenburg · Weißkirchen in Steiermark

Overige gemeenten:
Fohnsdorf · Gaal · Hohentauern ·  Lobmingtal ·  Pusterwald · Sankt Georgen ob Judenburg · Sankt Marein-Feistritz · Sankt Margarethen bei Knittelfeld · Sankt Peter ob Judenburg
- Gemeinsame Normdatei: 4031304-9
- Library of Congress Control Number: n94020067
- MusicBrainz: 72a95299-801f-4b68-a94c-17d233ea202d
- Nationale Bibliotheek van Tsjechië: ge666149
- Nationale Bibliotheek van Israël: 987007535425605171
- Virtual International Authority File: 131502289
- WorldCat: E39PBJvXf7KVxxtbC7MqtYFVG3